# Миттаг, Гюнтер
Гю́нтер Ми́ттаг (нем. Günter Mittag; 8 октября 1926, Штеттин — 18 марта 1994, Берлин) — немецкий коммунист, восточногерманский государственный деятель, в 1980-х годах один из высших руководителей ГДР. В 1966—1989 годах — член политбюро ЦК СЕПГ. В середине 1970-х годах входил в правительство ГДР. В 1976—1989 годах — секретарь ЦК СЕПГ по экономическим вопросам. Партийный куратор планового хозяйства ГДР. Входил в ближайшее окружение Эриха Хонеккера. После революции 1989 года обвинялся в узурпации власти и должностных злоупотреблениях, освобождён по состоянию здоровья.

## Образование и специальность
Родился в рабочей семье. В 1943 году был привлечён в систему гражданской противовоздушной обороны. Учился на железнодорожника в Deutsche Reichsbahn. Образование закончил в 1956 году, заочно получив диплом экономиста. В 1958 году защитил в Дрезденской высшей транспортной школе докторскую диссертацию на тему превосходства социалистической организации управления железными дорогами перед капиталистической.
Миттаг являлся почётным доктором японского Университета Токай и австрийского горно-металлургического Университета Леобен. Автор ряда сочинений по экономической политике, выдержанных в духе ортодоксального коммунизма.

## Политическая карьера
В 1945 году вступил в КПГ. С 1946 года после поглощения компартией восточногерманских социал-демократов — активный член СЕПГ. В 1947 году избран членом районного руководства СЕПГ в Грайфсвальде, руководитель молодёжной, секретарь профсоюзной организации. В 1958 году — член экономической комиссии политбюро ЦК СЕПГ. С 1962 года — член ЦК СЕПГ, с 1963 — руководитель промышленно-строительного отдела ЦК. В 1963 году избран в Народную палату ГДР (оставался депутатом до 1971, затем с 1979 по 1989). В 1973—1976 годах — первый заместитель председателя Совета министров ГДР. C 1979 года — член Госсовета ГДР (в 1984—1989 годах — заместитель председателя) и Национального совета обороны.
Некоторая задержка в политической карьере в 1970-е годы объяснялась сменой высшего руководства — отстранением от власти Вальтера Ульбрихта в 1971 году. Однако Миттаг сумел доказать полную лояльность Эриху Хонеккеру и с конца 1970-х вошёл в его ближайшее окружение.

## Куратор экономики

### Несостоявшийся реформатор
В партийно-государственном руководстве Гюнтер Миттаг занимался экономическими вопросами. Он был принципиальным сторонником марксистско-социалистической концепции планового хозяйства, государственной централизации, командно-административной системы. В то же время он считал опасной избыточную милитаризацию ГДР, поскольку наращивание расходов на оборону и особенно госбезопасность превышало бюджетные возможности и дестабилизировало финансовую систему. Также с точки зрения Миттага, расходы на административный аппарат являлись чрезмерными, а социальные обязательства завышенными.
В 1963—1966 годах Гюнтер Миттаг под руководством председателя Госплана ГДР Эриха Апеля участвовал в подготовке новой экономической системы планирования и руководства, призванной модернизировать и отчасти дебюрократизировать хозяйственную систему. Однако этот приблизительный аналог советской «косыгинской реформы» был заблокирован партийным аппаратом. При этом Миттаг не вступил в конфликт с руководством, продолжая партийную карьеру.
С 1980 года Миттаг, уже располагая максимумом властно-экономических полномочий, пытался решить экономические проблемы ГДР за счёт ограниченной реформы — преобразования государственных предприятий в комбинаты, руководство которых наделялось некоторой хозяйственной самостоятельностью (в частности, отвечало за состояние финансовых ресурсов). Концепции хозрасчёта и самофинансирования времён перестройки в СССР в значительной степени ориентировались на опыт миттаговской «комбинатизации». Однако включённость комбинатов в государственную систему централизованного управления и планирования сводила на нет реформаторские замыслы. С середины 1980-х годов Миттаг оставил преобразовательные планы и окончательно занял в экономике ортодоксально-коммунистическую административно-централистскую позицию.

### Внешние связи и конфликты
Гюнтер Миттаг играл серьёзную роль в формировании внешней политики ГДР. Он принимал активное участие в подготовке так называемого Основополагающего договора 1972 года об основах отношений между ГДР и ФРГ, официально представлял документ на конференции СЕПГ. Как партийный руководитель экономики, Миттаг тесно взаимодействовал с Александром Шальк-Голодковским, был посвящён в тайные валютно-финансовые операции, курировал негласные экономические контакты с ФРГ, играл важную роль в переговорах о получении «германо-германских» кредитов.
Связи Миттага с западными финансистами и политиками вызывали недовольство ортодоксального крыла партийной элиты и настороженность руководства КПСС. Впоследствии Миттаг рассказывал о жёстком противостоянии с ортодоксами, фигурально говоря о «выстрелах из засады».
Вопреки недовольству Брежнева Хонеккер санкционировал деятельность Миттага, поскольку ГДР остро нуждалась в финансовой помощи ФРГ. Однако к концу 1980-х Миттаг констатировал, что экономика ГДР уже не может ждать спасения «ни с запада, ни с востока».

## Отставка, аресты, обвинения
К 1989 году Гюнтер Миттаг являлся де-факто вторым лицом в партийно-государственной иерархии СЕПГ. Ослабление позиций стареющего Хонеккера приводило к тому, что де-факто управление ГДР постепенно переходило к Миттагу на основании личной близости с престарелым лидером. Неожиданным для Миттага результатом сложившейся ситуации стало то, что в октябре 1989 он оказался одним из главных объектов революционной атаки и мишенью критики на заседании политбюро ЦК СЕПГ 17 октября 1989 года. Демонстративное отмежевание от друга юности Хонеккера не помогло Миттагу избежать отставки.
В начале декабря 1989 года Миттаг был арестован и вместе с Хонеккером привлечён к ответственности по обвинению в государственной измене и узурпации власти. Ему инкриминировалось принятие государственных решений на основании личных бесед с Хонеккером, без обсуждения на Госсовете и в Народной палате. Он также обвинялся в бездействии перед лицом экономического кризиса в ГДР. В своё оправдание Миттаг ссылался на противодействие партийных ортодоксов, препятствовавших разумным проектам реформ (при этом он воздерживался от критики лично Хонеккера).
Тем не менее, вскоре Миттага освободили по состоянию здоровья (хронический диабет, сложные хирургические операции). В 1991 году он был арестован вторично, уже по обвинению в коррупционных злоупотреблениях — использовании государственных средств для обустройства частных домов партийно-государственной элиты. Освобождён на прежних основаниях. Скончался весной 1994 года.

## Критика и ответ
Экономический функционер СЕПГ Карл-Хайнц Янсон, служивший под началом Миттага, характеризовал его как «могильщика ГДР», разрушившего государство своей экономической политикой. Гюнтер Миттаг отвергал такие обвинения:

Могильщиками ГДР были те, кто чрезмерно культивировал госбезопасность, демонизировал сотрудничество с Западом, кто мыслил в категориях заговоров и идеологической борьбы, кто за моей спиной посылал доклады в Москву. Эта группа в политбюро не выступала открыто, но действовала втайне. Основными её представителями были Штоф, Мильке и Кроликовски.

В том же интервью Der Spiegel осенью 1991 года Миттаг отмечал:

Учитывая сегодняшнее положение в Советском Союзе, не вообразить, что было бы с ГДР, если бы она ещё существовала. От таких мыслей бросает то в жар, то в холод. Убийства и хаос, голод и нищета…

## Интересные факты
Кабинет Гюнтера Миттага в здании бывшего ЦК СЕПГ — «Дом у Вердерского рынка», ныне офис министерства иностранных дел ФРГ — сохранён в прежнем виде, как свидетельство эпохи ГДР.

## Публикации
- Апель Э., Миттаг Г. Новые экономические методы планирования и руководства народным хозяйством ГДР. / Пер. с нем. Под общ. ред. к. э. н. М. В. Сенина. — М. : Прогресс, 1966. — 495 с.